# 長谷川安兵衛
長谷川 安兵衛（はせがわ やすべえ、1896年（明治29年）7月20日-1942年（昭和17年）10月29日）は、日本の会計学者、早稲田大学商学部教授、商学博士、陸軍司政長官。

## 来歴
1896年7月20日、埼玉県北埼玉郡羽生町(現在の羽生市)に生まれる。埼玉県立不動岡中学校を経て、1915年4月、早稲田大学第四高等予科に入学する。1916年8月、早稲田大学大学部商科に進み、1919年7月に卒業する。卒業後、横浜の増田貿易株式会社に入社し、木材部を担当する。1921年4月、早稲田大学海外留学生に決定され、同年12月からペンシルベニア大学において、1923年からロンドン大学において、会計学を専攻する。同年8月に帰朝後、早稲田大学商学部の講師となる。1924年12月に助教授、1925年6月に教授となる。1935年3月29日、学位論文「原価会計学」により商学博士の学位が与えられる。
1937年3月、商工省産業合理局財務委員会委員に、1939年4月、日本学術振興会物価問題委員会委員に、同年10月、中央物価委員会原価計算専門委員に、1940年3月、価格形成中央委員会利潤率専門委員に、1941年2月、企画院財務準則統一協議会委員になる。
1942年7月、シンガポールやジャワ島等において英米から接収した事業の経営について、「原価計算制度及び会計制度の樹立並に指導」のため、陸軍省嘱託として現地に向かう。同年10月29日、陸軍司政長官に任ぜられ、正五位に叙せられる。同日、台北飛行場を出発して福岡に向かう途中、飛行機事故のために殉職する。11月24日に福岡において陸軍合同慰霊祭が行われ、11月30日に青山斎場で葬儀が行われる。
妻は田山花袋の次女・千代。

## 著書

### 単著
- 『銀行会計学』泰文社、1928年10月。NDLJP:1278995。
- 『原価会計学』 上巻、東京泰文社、1930年4月。
- 『新銀行会計研究』森山書店、1930年10月。
- 『予算統制の研究』森山書店、1930年10月。
  - 『予算統制の研究』（増補版）森山書店、1933年10月。
- 『近世銀行簿記』冨山房、1931年11月。NDLJP:1034755。
- 『標準原価の研究―統制用具としての原価会計―』森山書店、1931年12月。
- 『予算統制の実証的研究』森山書店、1932年12月。
- 『原価会計学』 下巻、東京泰文社、1933年12月。
- 『最新銀行会計論』東京泰文社、1934年5月。NDLJP:1278783。
  - 『最新銀行会計論』（増補版）東京泰文社、1936年4月。
- 『株式会社会計』東洋出版社〈会計学全集 第6巻〉、1934年10月。
  - 『株式会社会計』（訂新正版）森山書店、1948年12月。NDLJP:1068137。
  - 『株式会社会計』古川栄一改訂（改訂版）、森山書店、1951年7月。
- 『原価会計学』 合本、東京泰文社、1934年4月。
- 『アイドル・コストの問題』森山書店、1935年12月。
- 『原価会計概論』東京泰文社、1936年6月。
- 『アメリカに発展せる予算統制』森山書店、1936年6月。
- 『改訂 近代銀行簿記教授資料』同文館、1936年9月。NDLJP:1105890。
- 『株式会社の実際』東京泰文社、1936年10月。NDLJP:1271275。
  - 『株式会社の実際』（増補版）東京泰文社、1941年10月。
- 『我企業予算制度の実証的研究』同文館、1936年11月。NDLJP:1281443。
- 『配当統制の研究』千倉書房、1937年2月。
- 『増価論』森山書店、1937年8月。
- 『統制的会計』東洋出版社〈会計学全集 別巻〉、1937年10月。NDLJP:1281441。
- 『会計学講義案』文泉堂、1938年1月。NDLJP:1034227。
- 『株式会社の諸問題』東京泰文社、1938年5月。NDLJP:1277540。
- 『会計学』文泉堂書店、1938年10月。
- 『会社分析の基礎知識』泰文社、1939年11月。NDLJP:1281439。
  - 『会社分析の基礎知識』（訂正版）東京泰文社、1940年8月。
  - 『会社分析の基礎知識』（改正版）東京泰文社、1949年4月。
- 『企業評価に関する研究』森山書店、1939年12月。NDLJP:1277534。
- 『株式会社の常識』千倉書房、1939年。
  - 『株式会社の常識』（増補）千倉書房、1940年5月。NDLJP:1444710。
- 『銀行経営と会計』東京泰文社、1940年4月。
- 『会計学』ダイヤモンド社〈入門経済学 第16巻〉、1940年11月。NDLJP:1278543。
  - 『会計学』（改正版）世界書院、1950年。
- 『社規社則集』ダイヤモンド社、1941年1月。
- 『株式会社読本』千倉書房、1941年4月。NDLJP:1276454。
- 『優先株の綜合的研究』ダイヤモンド社、1941年10月。
- 『原価計算』ダイヤモンド社、1941年11月。NDLJP:1068213。
  - 『原価計算』（改正版社）ダイヤモンド社、1949年1月。NDLJP:1068214。
- 『会計学入門』ダイヤモンド社、1948年1月。NDLJP:1068138。
- 『株式会社講話』千倉書房、1948年8月。
- 『株式会社講話』古川栄一改訂、千倉書房、1948年。
- 『管理会計』古川栄一校訂、中央経済社、1950年11月。
  - 『管理会計』古川栄一校訂、中央経済社〈中経文庫〉、1954年。
- 『会社分析入門―決算報告書の見方―』古川栄一校訂、ダイヤモンド社、1951年。
  - 『会社分析入門―決算報告書の見方―』古川栄一校訂（改訂版）、ダイヤモンド社、1956年10月。

### 共著
- 長谷川安兵衛、芳野国雄『原価計算 工業簿記』非凡閣〈工業経営講座 第7巻〉、1937年7月。

### 翻訳
- シー・イー・グリツヒン『販売割当制度』森山書店、1940年2月。

## 主な門下生
- 斎藤栄三郎（1913-2000、経済評論家・政治家）
- 佐藤孝一（1905-1975、早稲田大学教授）
- 東海林健吾（1911-1944、早稲田大学教授）